# Ostatni jednorożec
Ostatni jednorożec (tytuł oryg. The Last Unicorn) – powieść fantasy amerykańskiego pisarza Petera S. Beagle’a, opublikowana w 1968 roku przez wydawnictwo Viking Press.

## Adaptacje filmowe
W 1982 roku na podstawie powieści powstał film animowany pod tym samym tytułem według scenariusza autora.
Książka i film opowiadają o jednorożcu, który dowiaduje się, że ludzie uważają go za ostatniego przedstawiciela jego gatunku i wyrusza w podróż, by odszukać inne jednorożce.

## Recenzje
- Jacek Dukaj, "Nowa Fantastyka", #158 Listopad 1995